# Kanton Meaux-Nord
Kanton Meaux-Nord is een voormalig kanton van het Franse departement Seine-et-Marne. Het kanton maakte deel uit van het arrondissement Meaux.
 Het werd opgeheven bij decreet van 18 februari 2014 met uitwerking in maart 2015.

## Gemeenten
Het kanton Meaux-Nord omvatte de volgende gemeenten:
- Barcy
- Chambry
- Chauconin-Neufmontiers
- Crégy-lès-Meaux
- Germigny-l'Évêque
- Meaux (deels, hoofdplaats)
- Penchard
- Poincy
- Varreddes